# Volker Weidler
Volker Weidler, nemški dirkač Formule 1, * 18. marec 1962, Heidelberg, Nemčija.
Volker Weidler je upokojeni nemški dirkač Formule 1. Po osvojitvi naslova v prvenstvu Nemške Formule 3 v sezoni 1985, je v sezoni 1989 dobil priložnost v Formuli 1, toda z nekonkurenčnim dirkalnikom Rial ARC2 se mu v desetih poskusih ni nikoli uspelo kvalificirati na samo dirko. Leta 1991 je zmagal na dirki 24 ur Le Mansa s sotekmovalcema, Johnnyjem Herbertom in Bertrandom Gachotom.

## Popolni rezultati Formule 1
(legenda) (odebeljene dirke pomenijo najboljši štartni položaj, poševne pa najhitrejši krog, †-uvrščen kljub odstopu)
| Leto | Moštvo      | Šasija    | Motor       | 1        | 2        | 3        | 4        | 5        | 6        | 7        | 8       | 9      | 10      | 11  | 12  | 13  | 14  | 15  | 16  | Prv | Toč |
| ---- | ----------- | --------- | ----------- | -------- | -------- | -------- | -------- | -------- | -------- | -------- | ------- | ------ | ------- | --- | --- | --- | --- | --- | --- | --- | --- |
| 1989 | Rial Racing | Rial ARC2 | Cosworth V8 | BRA DNPQ | SMR DNPQ | MON DNPQ | MEH DNPQ | ZDA DNPQ | KAN DNPQ | FRA DNPQ | VB DNPQ | NEM EX | MAD DNQ | BEL | ITA | POR | ŠPA | JAP | AVS | -   | 0   |